# Wilhelm Groß (Montanwissenschaftler)
Wilhelm Groß (* 28. Februar 1883 in Bruchsal; † Oktober 1944 im KZ Auschwitz) war ein deutscher Montanwissenschaftler.

## Leben und Tätigkeit

### Ausbildung und frühe Laufbahn
Geboren als Sohn eines Kaufmanns besuchte Wilhelm Groß die Oberrealschule in Pforzheim und diente anschließend als Einjährig-Freiwilliger im Feldartillerie-Regiment Nr. 66. Anschließend studierte er an der Bergakademie Freiberg. 1904 wurde er Mitglied des Corps Montania Freiberg. 1906 legte er das Diplom-Examen als Markscheider und 1907 als Bergingenieur ab. Zunächst als Assistent bei Paul Wilski tätig, ging er 1908 als Chef der Markscheider und Assistent des Generaldirektors zur Generaldirektion der de Wendelschen Steinkohlengruben in Klein-Rosseln in Lothringen. 1911 wechselte er als Betriebsleiter zur Gewerkschaft Marie-Luise in Staffelfelden im Oberelsass.
1913 wurde Groß als Dozent für Bergwissenschaften an die Technische Hochschule Breslau berufen. Er wurde zum Dr.-Ing. promoviert. 1923 erfolgte seine Ernennung zum außerordentlichen und noch im gleichen Jahr zum ordentlichen Professor für Bergbaukunde und Aufbereitung an der Technischen Hochschule Breslau. Er war Direktor des Aufbereitungsinstituts.
Von 1926 bis 1927 war er Dekan seiner Fakultät. Er veröffentlichte zahlreiche Arbeiten insbesondere zum Thema Aufbereitung in Fachzeitschriften. Er war Mitglied der Gesellschaft Deutscher Metallhütten- und Bergleute und der Schlesischen Gesellschaft für Vaterländische Kultur. Im Ersten Weltkrieg war er als Leutnant der Landwehr Führer eines Artilleriemesstrupps.

### Zeit des Nationalsozialismus
Wegen seiner jüdischen Abstammung wurde Groß nach der Reichspogromnacht in ein Konzentrationslager in Thüringen verschleppt. Aufgrund persönlicher Verwendung seines Kollegen Ludger Mintrop konnte Groß noch vor Weihnachten 1938 das KZ verlassen. Auf Vermittlung Mintrops sollte er von Deutschland über Holland in die USA auswandern. Offenbar verließ er aber niemals Holland in Richtung USA (siehe unten).
Nach seiner Emigration wurde Groß von den nationalsozialistischen Polizeiorganen als Staatsfeind eingestuft: Im Frühjahr 1940 setzte das Reichssicherheitshauptamt in Berlin – das ihn irrtümlich in Großbritannien vermutete – ihn dann auf die Sonderfahndungsliste G.B., ein Verzeichnis von Personen, die im Falle einer erfolgreichen deutschen Invasion Großbritanniens durch die Sonderkommandos der SS-Einsatzgruppen mit besonderer Priorität ausfindig gemacht und verhaftet werden sollten.
Nach der deutschen Besetzung der Niederlande im Jahr 1940 muss Groß zu irgendeinem Zeitpunkt zwischen 1940 und 1944 in die Hände des NS-Verfolgungsapparates geraten sein: Aus dem Jahr 1944 liegt ein letztes Lebenszeichen von ihm vor, in Form eines Briefes an einen seiner Corpsbrüder aus einem Konzentrationslager in Rumänien, wo er die Lagerpost zu verwalten hatte.
Groß und seine Frau Gertrud wurden schließlich im Oktober 1944 im Konzentrationslager Auschwitz ermordet.

### Nachleben
Die Erben Groß einigten sich mit der Sammlung Würth über den Verbleib eines 1939 eingezogenen und jetzt restituierten Gemäldes von Max Liebermann aus der Sammlung Carl Sachs, einem Onkel von Gertrud Groß geb. Sachs, in der Ausstellung.

## Familie
Aus seiner Ehe mit Gertrud ? gingen drei Kinder hervor: Die Söhne Carl (* 1919) und Nicolaus (1927) und die Tochter Dorothea (* 1920). Diesen glückte Ende der 1930er Jahre die Flucht nach England bzw. Australien.

## Auszeichnungen
- Verwundetenabzeichen
- Eisernes Kreuz II. Klasse
- Ritterkreuz des Ordens vom Zähringer Löwen